# شركة اديم للإستثمار وإدارة الثروات
شركة عَدِيم للاستثمار (ADEEM) إحدى الشركات التابعة لمجموعة إيفاد القابضة الكويتية، حيث اكتسبت شهرة واسعة بعد استحواذها على حصة في شركة أستون مارتن البريطانية لصناعة السيارات الفاخرة من شركة فورد عام 2007، في صفقة استثمارية بارزة عززت حضور الكويت في الأسواق العالمية للسيارات الفاخرة.

## استثمارات
تشمل استثمارات أخرى مجموعة الجميرا المُدارة لعقارات غروفنور هاوس في لندن. وفي نهاية عام 2008، أُعلن أن أصول عَديم تحت الإدارة بلغت 1.5 مليار دولار.

## الأداره
الشيخ سهيب أحمد بن محمد يشغل منصب الرئيس، بينما يشغل محمود سامي محمد علي منصب المدير التنفيذي والرئيس التنفيذي.